# Трухильо-Альто
Трухильо-Альто — муниципалитет в Пуэрто-Рико, часть столичного района Сан-Хуан, в который входят муниципалитеты Баямон, Гуайнабо, Катаньо и Тоа Баха. Город состоит из 6 округов и Трухильо-Альто-Пуэбло (деловой район и административный центр города). Также он является частью столичного статистического района Сан-Хуан-Кагуас-Гуайнабо.
Трухильо-Альто был основан в 1801 году. В XX веке, благодаря своей близости к столице Сан-Хуан, он превратился в пригород мегаполиса. Население за последнее столетие увеличилось с 9 576 (1930) до 74 482 (2010). Согласно переписи населения 2010 года, это десятый по численности населения муниципалитет Пуэрто-Рико.

## География
Трухильо-Альто расположен на северной прибрежной равнине Пуэрто-Рико. Он граничит с муниципалитетами Сан-Хуан, Каролина, Гурабо и Кагуас. По площади муниципалитет является относительно небольшим, занимая 55,6 км².
Рельеф на севере в основном равнинный, а на юге — холмистый.

## Туризм
В Трухильо-Альто есть несколько достопримечательностей для туристов. Дорожка 200-летия, расположенная у въезда в город на дороге PR-181, представляет собой реконструированный исторический стальной мост и беседку. Дорожка была построена в 2001 году в честь 200-летия основания Трухильо-Альто.
Также на PR-181 находится Фонд Луиса Муньоса Марина, основанный в 1980 году. Он включает в себя музей, исторический архив и парк.
Также часто посещаются Плотина Изаррада Изундо (в 1989 году ураган Хьюго привел к разрушению плотины, в результате чего гидроэлектростанция была затоплена и выведена из строя. Она оставалась закрыта до 2013 года, когда ПРАСА решила отремонтировать объект) и озеро Лойса. Другие интересные места —  монастырь Кармелитас-де-Сан-Хосе, грот Лурдес и горный источник.

## Экономика
Экономика Трухильо-Альто в основном зависит от сельского хозяйства. Основные продукты выращивания — сахарный тростник, кофе, табак. Также жители занимаются разведением крупного рогатого скота. В последние годы торговля и промышленность стали неотъемлемой частью экономики города. В Трухильо-Альто расположено несколько заводов по производству пищевых продуктов, дерева, металла, электрического оборудования. Есть в городе и каменоломни по производству строительных материалов.
По состоянию на 2013 год уровень безработицы в Трухильо-Альто составляет 10,2 %, что делает его вторым муниципалитетом с самым низким уровнем безработицы после Гуайнабо.

## Демография
| 1900 | 1910 | 1920 | 1930 | 1940   | 1950   | 1960   | 1970   | 1980   | 1990   | 2000   | 2010   |
| ---- | ---- | ---- | ---- | ------ | ------ | ------ | ------ | ------ | ------ | ------ | ------ |
| 5683 | 6345 | 7570 | 9576 | 11 726 | 13 605 | 18 251 | 30 669 | 51 389 | 61 120 | 75 728 | 74 842 |

## Культура

#### Фестивали и события
В сентябре Трухильо-Альто отмечает фестиваль своего покровителя — Fiestas Patronales de Santa Cruz (Праздники Покровителя Санта-Крус). Пятый ежегодный фестиваль Trujillano de Orquideas (фестиваль орхидей) прошёл в июле 2016 года.

#### Религия
В Трухильо-Альто есть несколько христианских церквей и часовен разных конфессий. В частности, здание прихода Санта-Крус, построенное в 1817 году. Часть здания была повреждена ураганом Сан-Фелипе в 1928 году. Реконструкцией руководил Луис Перосье в 1933 году.

#### Кухня
Макабео — наиболее известное блюдо Трухильо-Альто. Это блюдо из жареных зелёных бананов и мяса. Популярность блюда привела к возникновению фестиваля, который ежегодно проводится в декабре.

## Правительство
Город принадлежит к Сенатскому округу Пуэрто-Рико VIII, который представлен двумя сенаторами. В 2012 году Педро А. Родригес и Луис Даниэль Ривера были избраны окружными сенаторами.

## Символы

#### Флаг и герб
Флаг Трухильо-Альто представляет собой белое полотно с изображением герба города в центре.
На гербе изображен щит с синей каймой, на которой изображены восемь струй воды, символизирующие собой множество рек и ручьёв, протекающие в городе. Внутри щита находится серебряное поле с тремя зелёными горами и синим латинским крестом над ними.

## Транспорт
Главная дорога Трухильо-Альто — PR-181, она пересекает муниципалитет с севера на юг. Расстояние от столицы примерно 13,8 км (15 минут).
В прошлом сообщение с городом было ограничено из-за его расположения на другой стороне Рио-Гранде-де-Лойса. Строительство двух мостов в 1826 году облегчило поездку в город. В 1939 году армия Соединенных Штатов построила стальной мост на въезде в город на трассе PR-181, чтобы заменить один из старых. Хотя мост больше не используется, он стал символом города и стоит до сих пор.
Всего в Трухильо-Альто 11 мостов.